# Suntemnonycha collusor
Suntemnonycha collusor is een keversoort uit de familie bladsprietkevers (Scarabaeidae). De wetenschappelijke naam van de soort is voor het eerst geldig gepubliceerd in 1904 door Peringuey.